# Hannes Schneider

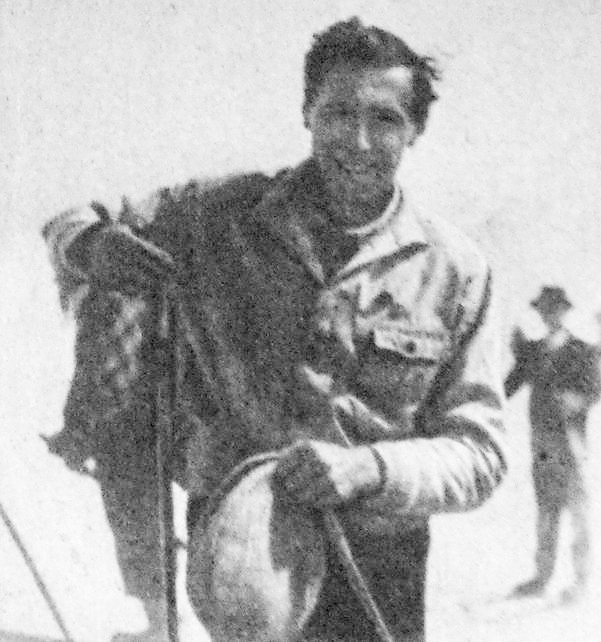
Schneider in Japan im Jahr 1930

Hannes Schneider, eigentlich Johann Schneider, (* 24. Juni 1890 in Stuben am Arlberg; † 26. April 1955 in North Conway, New Hampshire) war ein österreichischer Skipionier und Schauspieler.

## Leben

### Jugendjahre
Hannes Schneider war das Älteste von fünf Kindern der Eheleute Josef Anton und Filomena Schneider. Sein Vater stammte aus dem Ort Marul im Großen Walsertal, seine Mutter war eine geborene Matdies aus St. Jakob am Arlberg. Johanns Vater war durch die Arbeiten am Arlberg-Tunnel nach Stuben gekommen und hatte sich dort niedergelassen. Die Schneiders bewohnten zunächst das Haus Nr. 14 in Stuben, später zog die Familie in das größere Haus Nr. 22 im selben Ort. Der junge Schneider wurde von seiner Familie stets „Johann“ gerufen. Seinen Rufnamen „Hannes“ erhielt er erst Anfang der 1920er Jahre mit knapp 30 Jahren; zu einer Zeit, als er bereits erfolgreicher Skilehrer in St. Anton am Arlberg war. Erstmals taucht der Name Hannes Schneider in Zusammenhang mit dem Film Der weiße Rausch – neue Wunder des Schneeschuhs auf.
Zur Zeit seiner Geburt herrschte große Armut am Arlberg. Der Bau des Arlbergtunnels hatte die geldbringenden Arlbergüberquerungen per Pferdegespann und Kraftwagen zurückgehen lassen, so dass die Dörfer entlang des Passes in wirtschaftliche Not gerieten. Um 1900 kamen die ersten Skiläufer nach Stuben und weckten das Interesse des jungen Schneider. Im Winter 1903 erhielt er seine ersten Skier geschenkt und im Winter 1905/06 nahm er am ersten Skikurs teil. Aufgrund seiner hervorragenden skifahrerischen Fähigkeiten, die sich schnell zeigten, wurde er im Herbst 1907 zu einem Skirennen in die Schweiz eingeladen.
Am 7. Dezember 1907 bekam Schneider von den Hoteliers Carl Schuler und Rudolf Gomperz eine Anstellung als Skilehrer im Hotel Post im schon damals bekannten Wintersportort St. Anton am Arlberg. Im Winter 1920/21 gründete er dort die erste Skischule Österreichs. Er organisierte als erster seine Skischule so, dass alle seine Lehrer in denselben logischen Schritten den Schülern das Skilaufen beibrachten. Während anderorts noch der Telemark-Stil gelehrt wurde, lehrte er den sogenannten Stemmbogen, der dann in den 1930er Jahren vom heute noch aktuellen Parallelschwung von Anton Seelos abgelöst wurde.

### Wehrdienst und Familienleben
1911 musste Schneider zum k.k. Artillerieregiment „Kaiser“ Nr. 14 einrücken, durfte jedoch schon Ende des Jahres wieder zum Arlberg zurückkehren. Im Ersten Weltkrieg war er unter anderem einer Bergführerkompanie zugewiesen, in der er als Instruktionsoffizier Skikurse abhielt. Den Krieg überstand er ohne schwerwiegende Verletzungen, so dass er nach seiner Rückkehr ins zivile Leben am 8. November 1918 unmittelbar wieder als Skilehrer arbeiten konnte.
Am 28. April 1919 heiratete er in Stams die aus St. Anton stammende Ludwina Seeberger (* 19. Dezember 1890). Beide hatten die zwei Kinder Herbert Schneider (* 20. Mai 1920, † 10. Juni 2012) und Herta (* 9. Juli 1921). 1922 errichtete die Familie Schneider, die zuvor zur Miete gewohnt hatte, an der Dorfstrasse und heutigen Fußgängerzone von St. Anton ihr neues Wohn- und Geschäftshaus, das „Sporthaus Schneider“.

### Skirennen und Reise nach Japan
Schneiders rechter Oberschenkel war nach einem Skiunfall im Jahre 1925 circa zwei Zentimeter kürzer, so dass er stets orthopädische Skischuhe tragen musste. 1928 richteten er und der englische Skipionier Sir Arnold Lunn das erste Arlberg-Kandahar-Rennen in St. Anton aus – eine Kombination aus Abfahrtslauf und Slalom.
Schneiders Ruf war mittlerweile bis nach Japan vorgedrungen, was nicht zuletzt daran lag, dass sein Buch „Wunder des Schneeschuhs“ auf Japanisch erschienen war. Verfasser dieses Buches war sein langjähriger Mentor und Weggefährte Rudolf Gomperz, welches unter dem Namen von Hannes Schneider veröffentlicht wurde. Im Jänner 1930 erhielt er vom japanischen Prinzen Chichibu eine Einladung nach Japan. Am 24. Februar 1930 trat er die lange Reise per Zug an, quer durch die damalige Sowjetunion.
Er besuchte während seines Aufenthaltes unter anderem Kōbe, Kyōto, Osaka, Tokio, Takata, Nagano und Nozawa Onsen. Auf fast allen Stationen seiner Japan-Reise hielt er Vorträge und Seminare und erläuterte seine Arlberg-Technik des Skilaufes, auch gab er Skikurse, insbesondere in dem Skiort Nozawa Onsen. Am 31. Mai 1930, nach über drei Monaten, kehrte Schneider wieder in seine Heimat am Arlberg zurück.

### Filmkarriere
Schneider spielte in fünfzehn der damals sehr populären Skifilme mit. Dazu zählten Der weiße Rausch von Dr. Arnold Fanck, der im Winter 1930/31 in St. Anton gedreht wurde, ferner die Dokumentationsfilme Das Wunder des Schneeschuhs und Die weiße Kunst. Auch aufgrund der großen Erfolge dieser Filme erfuhr das Skilaufen in den 1930er Jahren im deutschsprachigen Raum eine rasch steigenden Popularität. Bei den Dreharbeiten zu dem Film Der heilige Berg von 1926 überlebte er nur knapp einen Sturz in eine Gletscherspalte.

### Hannes Schneider und Rudolf Gomperz
Die theoretischen Grundlagen für den Schiunterricht schuf Hannes Schneider gemeinsam mit anderen. Ein Freund und Wegbegleiter war Rudolf Gomperz. Gemeinsam mit dem Hotelier Carl Schuler war er ein früher Förderer von Hannes Schneider. Er unterstützte als Publizist und Organisator über 30 Jahre lang Hannes Schneiders Aufstieg, mit dem er gemeinsam die Arlberg-Technik entwickelte und 1926 die Deutschen Arlberg-Kurse-Schneider (kurz DAKS-Kurse) ins Leben rief. Für die wachsende Anzahl von Touristen erschien 1927 auch der erste Skiführer für das Arlberggebiet und die Ferwall Gruppe. Gomperz war der Verfassers des Buches von Hannes Scheider Auf Schi in Japan sowie vieler Publikationen mehr.

### Verhaftung und Ausreise in die Vereinigten Staaten
Am 13. März 1938 wurde Schneider von den Nationalsozialisten in „Schutzhaft“ genommen und ins Gefängnis nach Landeck gebracht. Er hatte sich nach dem Anschluss Österreichs mehrfach öffentlich gegen das Nazi-Regime und seine Methoden ausgesprochen und war seinen jüdischen Freunden wie bspw. Rudolf Gomperz beigestanden. In seiner Skischule verwahrte er sich gegen jegliche Nazi-Parolen und Ideologien, zudem entließ er einen Skilehrer, der NS-Propaganda betrieb. Auch weigerte er sich, in seiner Skischule nur Arier zu unterrichten.
Aufgrund internationalen Drucks und nicht zuletzt aufgrund von Bemühungen von Sir Arnold Lunn und seiner sehr guten Ski-Freundin, der international vernetzten Amerikanerin Alice Damrosch Wolfe Kiaer, wurde er am 10. April 1938 wieder freigelassen. Zuvor war er auf Intervention von Dr. Karl Roesen, ein gemeinsamer enger Freund von Alice Damrosch Wolfe Kiaer und Hannes Schneider, mit guten Kontakten zur Parteispitze, nach Garmisch-Partenkirchen in Sicherheit gebracht worden. Dort stand er unter Hausarrest und ist aufgrund des großen persönlichen Schutzes und der Unterstützung von Dr. Karl Roesen weiteren Schikanen knapp entkommen. Da man ihm jedoch das Skilehrerpatent entzogen hatte, war er praktisch mit einem Berufsverbot belegt. Er verkaufte sein Sportgeschäft in St. Anton und emigrierte mit seiner Familie im Jänner 1939 in die Vereinigten Staaten, wo er im Bundesstaat New Hampshire eine Skischule übernahm und am Mount Cranmore ein beachtliches Skigebiet nach seinen Vorstellungen schuf.
Im Zweiten Weltkrieg war er als Ausbilder für die 10. US-Gebirgsdivision tätig, in der sein Sohn Herbert als Soldat diente.
Schneider baute das Ski-Resort am Mount Cranmore weiter aus. Trotz einiger Reisen auch in seine alte Heimat am Arlberg blieb sein Wohnsitz in den Vereinigten Staaten, wo er im Alter von 65 Jahren an einem Herzinfarkt verstarb.

## Filmografie (1920–1933)
- Das Wunder des Schneeschuhs
- Die weiße Kunst
- Im Kampf mit dem Berge
- Eine Fuchsjagd durchs Engadin
- Der Berg des Schicksals
- Der heilige Berg
- Der große Sprung
- Der Kampf ums Matterhorn
- Die weiße Hölle vom Piz Palü
- Der weiße Rausch – neue Wunder des Schneeschuhs
- Mit den Skiern in den Alpen
- Stürme über dem Mont Blanc
- Abenteuer im Engadin
- SOS Eisberg
- Der ewige Traum

## Ehrungen

### Ehrenbürger
- Ehrenbürger der Gemeinde St. Anton am Arlberg
- Ehrenbürger der Gemeinde North Conway, NH (USA)

### Denkmäler
Gedenksteine und Denkmäler stehen in folgenden Gemeinden:
- An seinem Geburtshaus Nr. 14 in Stuben am Arlberg
- St. Anton am Arlberg
- Nozawa Onsen und fünf weiteren Orten in Japan
- North Conway, NH (USA)

### Straßennamen
- In der Gemeinde St. Anton am Arlberg ist nach ihm der „Hannes-Schneider-Weg“ benannt.
- In der Gemeinde Stuben am Arlberg ist nach ihm die „Hannes-Schneider-Promenade“ benannt.
- In der Gemeinde North Conway, NH (USA) sind nach ihm die „Schneider-Road“ und der „Hannes-Schneider-Square“ benannt.

### Sonstiges
- 1936 wurde Schneider das Offizierskreuz des österreichischen Verdienstordens verliehen[14]
- Im Skigebiet von North Conway wird jährlich „The Hannes Schneider Meister Cup Race“ ausgetragen.
- Nahe North Conway gibt es seit 1992 ein Skimuseum, das als Ausstellungs-Schwerpunkt das Leben und Wirken von Hannes Schneider in den USA hat.[15]
- Hannes Schneider war Ehrenmitglied des Ski-Club Arlberg.
- 1958 wurde Schneider in die National Ski Hall of Fame aufgenommen.